# هاري جونستون (لاعب كرة قدم بريطاني)
هاري جونستون (بالإنجليزية: Harry Johnston)‏ هو لاعب كريكت ولاعب كرة قدم بريطاني في مركز الوسط، ولد في 24 ديسمبر 1949 في كيركوول في المملكة المتحدة. لعب مع نادي بارتيك ثيسل.